# Bakouta
Bakouta est une localité située dans le département de Kaya de la province du Sanmatenga dans la région Centre-Nord au Burkina Faso.

## Géographie
Bakouta est situé à 2,5 km au nord-est de Damesma et à 5 km au nord-ouest du centre de Kaya, la principale ville de la région. Le village est à 3 km à l'ouest de Zablo et de la route nationale 15 reliant à Kaya à Kongoussi.

## Éducation et santé
Le centre de soins le plus proche de Bakouta est le centre de santé et de promotion sociale (CSPS) de Damesma tandis que le centre hospitalier régional (CHR) se trouve à Kaya.